# 토번
토번(吐蕃, 티베트어: བོད་ཆེན་པོ 뵈첸뽀)은 티베트고원의 중앙에 성립된 고대왕국으로, 617년 송첸캄포에서 842년 랑다르마에 이르기까지 2백여년간 지속된 티베트 지역 역사상 국력이 가장 강했던 왕조였다. 당나라는 이 시기 티베트에서 존속한 왕조를 ‘토번’이라고 불렀고, 이 명칭이 14세기 중순까지 티베트의 통칭으로 사용되었다.
토번의 역대 왕들은 성씨를 가지지 않았으며, 왕가와 왕족도 호칭을 가지지 않았기 때문에 이 왕조의 명칭을 토번으로 하는 것이 일반적이다. 청나라 때까지 중국 문헌에서는 티베트의 전역을 일컫는 말로 또는 그 지배 세력을 일컫는 말로 언급됐다. 명나라 때 쓰인, 원사(元史) 선정원(宣政院)의 조항에도 토번의 영역에 대해 기술하고 있고, 명나라 때 서장기(西蔵記)에서도 서장이 토번의 서쪽에 있다는 기록이 있다.
617년 송첸캄포에 의한 통일 이후, 북동쪽으로는 토욕혼·위구르, 남동쪽으로는 남조, 북방에서는 서역의 동서통상로 패권을 둘러싸고 분쟁을 했다. 641년 당나라 조정에서는 문성공주를 평화사절로 시집보내기도 하였지만, 당나라와는 화친과 전쟁을 반복하였다. 안사의 난 이후에는 국력이 약해진 당나라를 물리치고 서역에 대한 군사적 우위를 유지하여 하서·농우지구와 실크로드의 대부분을 지배하기에 이르렀다. 763년에는 당나라 수도 장안까지 침공하여 그곳을 함락시키고 잠시나마 점령하기도 하였다. 791년 치송데첸이 불교를 국교로 하고, 이윽고 불교 지도자가 국정을 실시하여, 대장경이 번역됐다. 822년에는 당나라와 대등한 위치에서 국경을 확정하고 평화조약을 체결하였다. 그 후 국내에서 불교를 둘러싸고 대립이 일어나고, 또 왕위계승 문제로 분열되어 멸망하였다.

## 건국
티베트 왕실의 선조에 대한 설로는 인도에서 왔다는 설이 주창되고 있지만 불교도들의 책에서 주로 서술되고 있어 설득력이 없다. 송첸캄포의 조상들은 라사 남동의 얄룽창포(톨기 지방)를 기점으로 삼아 근처의 여러 부족을 흡수해 세력을 늘렸다. 630년, 남리송첸 왕이 독살되고 그의 아들 송첸캄포왕(재위 630년~650년)이 즉위 한다. 633년, 송첸캄포왕은 수도를 라사로 정하고 토번 왕조를 열었다.

### 송첸캄포왕과 당나라

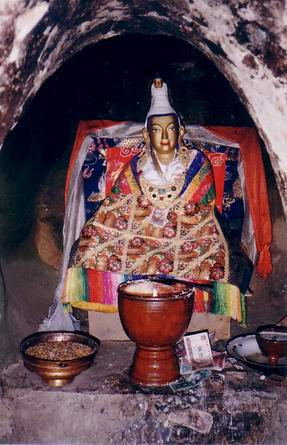
송첸캄포 왕

634년, 송첸캄포왕은 당나라에 사신을 보내 예물을 교환한다. 또한 왕국의 남쪽에 위치하는 네팔의 릿체비 왕조에 사자를 보내, 브리크티 데이비(赤尊公主)를 왕비로 맞이한다. 636년, 당 태종에게 당나라의 황녀를 왕비로 맞이하고자 사자를 보냈지만, 당나라는 같은 티베트계 유목민 부족인 토욕혼의 존재를 이유로 들면서 거절했다. 같은 해 송첸감포왕은 20만의 군사를 일으켜, 토욕혼에 출병하여 정벌하였고, 백란 등의 강족의 마을을 공략하고, 송주(현 사천성 송반현)를 요구하기도 했다. 몇몇 학자들은 이 전투에서 당나라가 승리했다고 하나, 토번측의 사상자가 1천임에 비해서 당나라군의 사망자가 2만인것을 비교한다면 설득력이 떨어진다. 그 후 다시 태종에게 특사 가르통첸(재임 : 652년 ~ 667년)을 보내, 금 5천령을 납폐로서 주고, 641년 당 태종의 조카딸인 문성공주를 왕비로서 맞이한다. 송첸캄포왕은 문성공주가 자면(赭面, 얼굴에 적토를 바르는 풍습)을 싫어했기 때문에 이를 폐지하고 포탈라궁을 건립하기도 하는 등 공주에게 정성으로 대한다. 문성공주는 당나라에서 데려온 장인들로 하여금 소소사(라모체)를 건립케 하고, 당나라에서 가져온 석가모니상을 모셨고, 첫 왕비인 브리크티 데이비의 조캉사원 건립을 도왔다. 문성공주가 가지고 온 신진산물은 토번의 문화발전에 지대한 공헌을 하기도 했다.
646년 송첸캄포왕은 고구려의 승전 축하연에 가르통첸을 축하사절로 보냈다. 647년, 푸슈야부티 왕조의 황제 하르샤가 죽어 혼란한 카나우지 왕국에 1천5백의 기마병을 파병해, 정권을 찬탈한 아루나스바를 잡아 당의 사자 왕현책을 보호했다. 649년, 당 태종이 죽고 당 고종이 즉위하면서, 왕 ‘부마도위’, ‘서해군왕’의 관직과 많은 예물을 받는다. 이에 태종의 영전에 15종의 금은주옥을 올리자, 당나라는 ‘빈왕’의 호칭을 더하고 예물로 화답하였다. 또 토번은 뛰어난 당의 공예기술(누에씨, 주조, 제지, 제묵)을 도입하기 위해 당나라 장인을 요청하여 파견받았다. 송첸캄포왕은 650년에 병으로 사망했다.

## 같이 보기
- 구게 왕국
- 소륵국
- 남조 (왕국)
- 손파